# لوک وارنی
لوک وارنی (انگلیسی: Luke Varney؛ زادهٔ ۲۸ سپتامبر ۱۹۸۲) یک بازیکن فوتبال اهل بریتانیا است.